# Země (Česko)

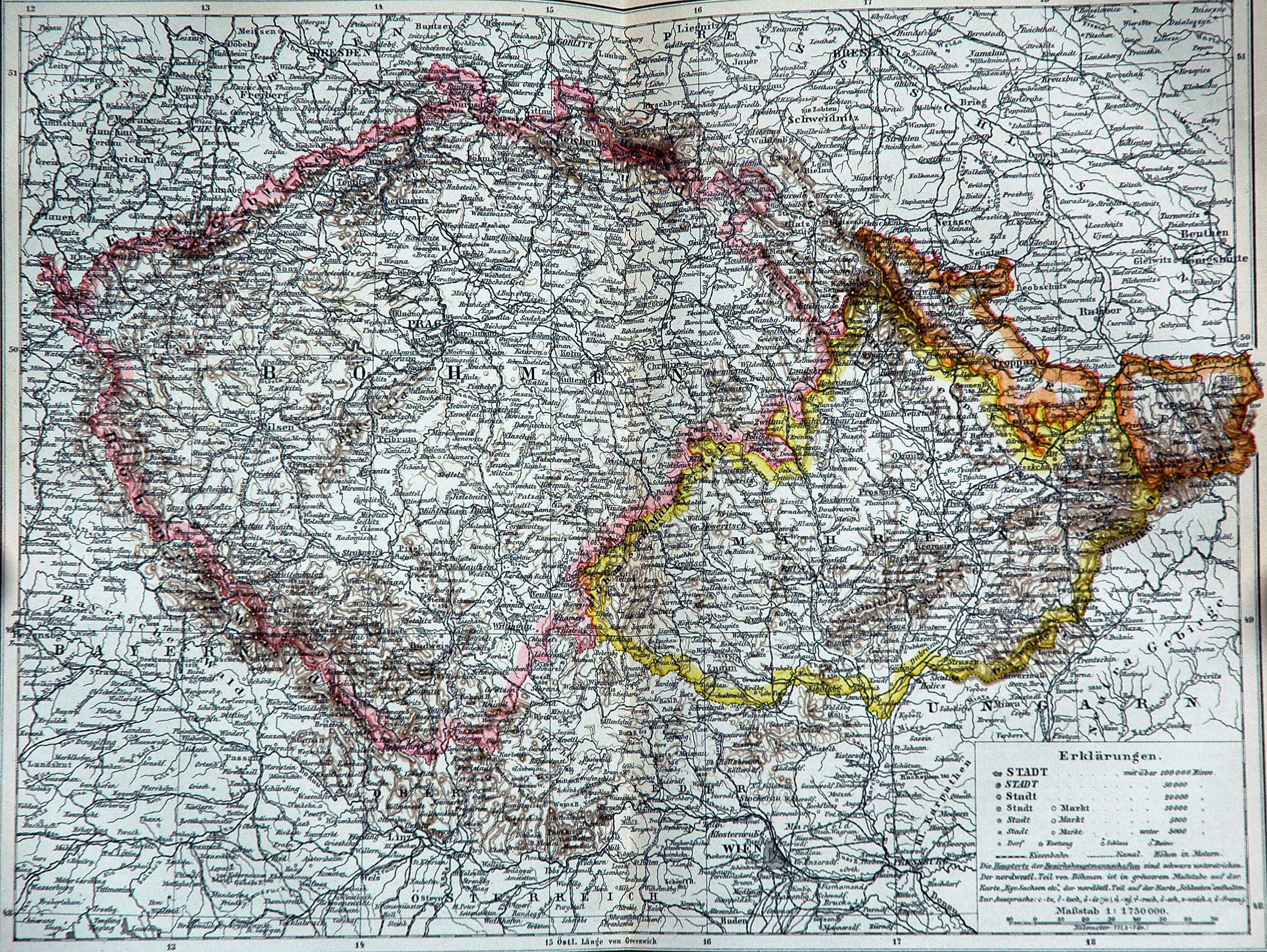
Čechy, Morava, Rakouské Slezsko (včetně celého Těšínska) k roku 1892, tehdy části Rakouska-Uherska

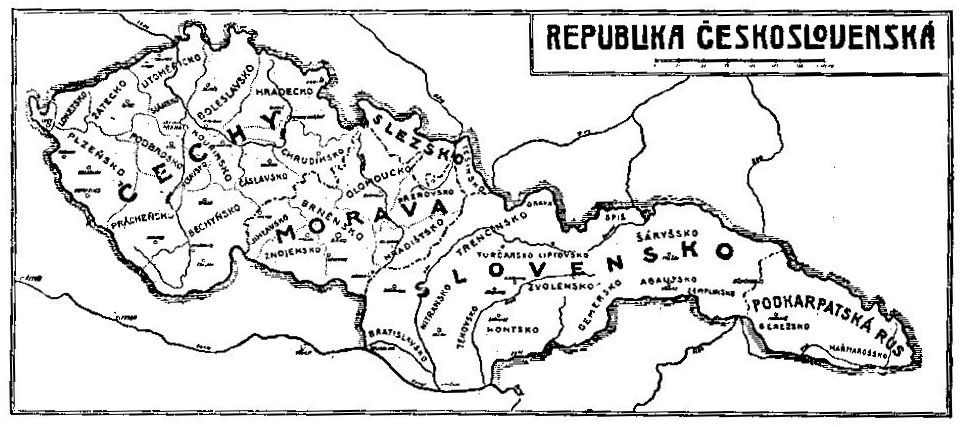
Československé země do roku 1928

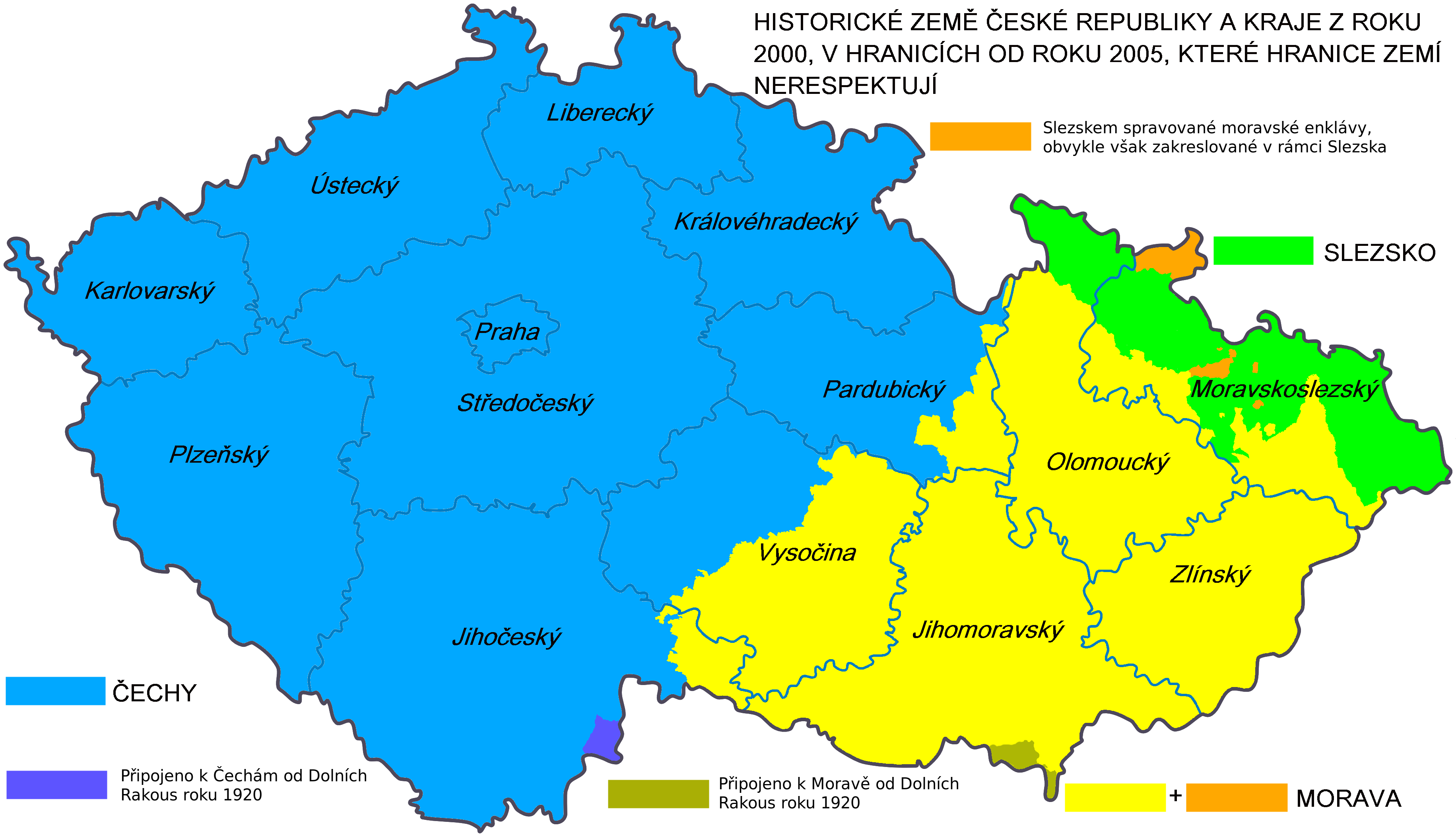
Historické země na mapě ČR se zakreslenými moderními kraji (od roku 2000), jejichž hranice se od těch historických zemských výrazně liší

Země byly od středověku celky, ze kterých se skládalo území podléhající české koruně, později pak nejvyšší samosprávné celky, na které se území dnešní České republiky členilo. V historické literatuře se o těchto celcích často hovoří jako o historických zemích. Tyto celky také tvořily od roku 1348 do roku 1918 jádro zemí Koruny české. Související termín „české země“ pak představuje souhrnné označení Českého království, Moravského markrabství a pozdějšího Vévodství slezského, v dnešní době souhrnné označení Čech, Moravy a Slezska. Tato část historického Slezska, je téměř totožná s územím bývalého Rakouského Slezska. Obvykle jsou do ní zahrnovány i moravské enklávy ve Slezsku. Zabírá asi 11 % z jeho rozlohy a patří České republice. Většinu historického Slezska (asi 89 %) zabírá Polské Slezsko patřící Polsku. Do roku 1635 byla součástí českých zemí i obojí markrabství Lužice (Horní Lužice a Dolní Lužice). I po zrušení zemského uspořádání (1949) jsou jednotlivé české země stále vnímány jako historicko-kulturní celky. Současná podoba vnitřního politicko-geografického členění České republiky historickým zemím neodpovídá a hranice jednotlivých krajů staré zemské hranice nerespektují. Na řadě míst jsou zemské hranice překročeny hranicemi současných obcí či katastrálních území.
Do poloviny 18. století, formálně do roku 1918, tvořily tyto země nejvyšší samosprávné celky Koruny (spojené v určitých obdobích pouze osobou krále), později byly korunními zeměmi habsburské monarchie a následného Rakouského císařství, resp. Rakousko-Uherska. Každá z korunních zemí měla v čele stavovský zemský sněm (až od roku 1861 začali být do něj poslanci voleni), který vytvářel zemské zákony a v dobách od konce husitské revoluce do bitvy na Bílé hoře (spolu)volil i panovníka. Od roku 1850 bylo v každé ze tří českých zemí zřízeno zemské místodržitelství (jakožto orgán státní správy působící vedle zemských sněmů), v jehož čele stál vládou jmenovaný zemský místodržitel, podléhající říšským ministerstvům. Po vzniku Československa tvořily „historické země“ – v podobě země České, země Moravské a země Slezské – tři z celkem pěti zemí československých. V roce 1928 však byla Morava a Slezsko sloučeny do jednoho správního celku, země Moravskoslezské a k 1. lednu 1949 bylo zemské zřízení zrušeno komunistickým režimem a znovu vytvořeny kraje, avšak nyní jako nejvyšší článek správy. Na krajské zřízení pak, i přes velké snahy o návrat k zemskému uspořádání po roce 1989, navázalo i novodobé Česko.
Jednotlivé české země měly v různých historických dobách různou míru autonomie. Samotná Koruna česká byla součástí vyššího politického celku Svaté říše římské. Nejvyšší autonomii měly jednotlivé české země v krátkém období od roku 1619 do bitvy na Bílé hoře v listopadu 1620, kdy se český stát přetvářel ve volnou Českou konfederaci pěti zemí.. Spojení Moravy a Čech bylo v historii několikrát přerušeno a Morava i Slezsko měly jiného panovníka. Jednalo se o krátká období na skloncích vlád Jiřího z Poděbrad a Rudolfa II. Po bitvě na Bílé hoře Habsburkové zemskou autonomii vydáním Obnoveného zřízení zemského (1627/28) omezili a omezovali ji i později během svojí vlády, nikdy ji však úplně nezrušili. Po vzniku Československa roku 1918 zůstaly všechny tři země ještě deset let správními celky, jejich zemské sněmy však byly zcela odstraněny a zůstala jim jen velice omezená samospráva. Nejvyššími orgány zemí se nyní vedle zemských správ politických (zemské úřady jednotlivých zemí, vzniklé přeměnou bývalých zemských místodržitelství) staly zemský správní výbor (v Čechách), zemský výbor (na Moravě) a zemská správní komise (ve Slezsku). Jednalo se však o orgány, jejichž členy jmenovala československá vláda a nebyli tudíž voleni obyvatelstvem, jako tomu bylo v případě zrušených zemských sněmů. V čele zemských správ politických stáli československou vládou jmenovaní prezidenti.

## Země
Počet, rozloha a hranice jednotlivých historických českých zemí se prakticky ustálily v 18. století po začlenění Chebska do Čech a odstoupení Kladska a většiny Slezska Prusku. Od té doby se jako historické české země označují:
- Čechy
- Morava
- Slezsko (České Slezsko)

Vedle výše uvedených tří historických zemí ovšem pojem české země v průběhu historie zahrnoval i další území mimo dnešní Česko – jako Lužice, Slezsko nebo Nové Čechy.
Roku 1920 byly k Československu připojeny malé části rakouské země Dolní Rakousko, z toho k Čechám Západní Vitorazsko (dnes nazývané Vitorazsko), a k Moravě Valticko a Dyjský trojúhelník. Ke Slezsku bylo téhož roku od Pruského Slezska připojeno Hlučínsko, nicméně samo Slezsko přišlo ve prospěch Polska o polovinu Těšínska. Ve velkém státním znaku byly jednotlivé země zastoupeny svými zemskými znaky. Po vzniku Československa zároveň začali především politici z Čech usilovat i o úplné zrušení těchto zemí jako správních celků, a jejich nahrazení podstatně menšími župami, čehož důsledkem bylo dne 29. února 1920 schválení zákona „o zřízení župních a okresních úřadů v republice Československé“, který však na území Čech, Moravy a Slezska pro značný odpor veřejnosti nakonec nebyl vůbec realizován. Přesto i hranice těchto žup měly i nadále plně respektovat historickou zemskou hranici Čech a Moravy. Hranice Moravy a Českého Slezska by naopak již respektována nebyla.
Roku 1927 bylo nakonec od župního zřízení upuštěno a zákonem č. 125/1927 Sb. „o organisaci politické správy“ ze dne 14. července 1927, který začal platit dne 1. prosince 1928, došlo k modifikaci stávajícího zemského zřízení ve formě sloučení země Moravské a země Slezské do jednotné země Moravskoslezské. V Čechách a zemi Moravskoslezské byly zároveň ustaveny nová zemská zastupitelstva, jež byla zčásti volena v přímých volbách a zčásti jmenována vládou, jejich výkonné orgány – zemské výbory, a zemské úřady.
Po roce 1989 se objevily snahy o zemské zřízení. Roku 1990 Moravské muzeum znovu začalo užívat názvu Moravské zemské muzeum. Roku 1993 se k zemskému názvu vrátila Moravská zemská knihovna v Brně.